# Ernst Petz
Ernst Petz (* 1947 in Villach) ist ein österreichischer Schriftsteller, Herausgeber und Verleger.

## Leben
Ernst Petz leitete zusammen mit Heinrich Droege ab 1991 den Aarachne-Verlag. Zu seiner Zeit erschienen unter anderem Anthologien von Franz Rottensteiner sowie Romane von Droege und ihm selbst. Petz veröffentlichte unter anderem Science-Fiction-Literatur, eines seiner Hauptthemen eigener Bücher war dabei immer wieder der Schriftsteller Arno Schmidt. 1988 wurde er für seine Kurzgeschichte Das liederlich-machende Liedermacher-Leben mit dem Deutschen Science Fiction Preis ausgezeichnet, obwohl sie von der Jury eher kontrovers gesehen wurde.

## Werke (Auswahl)
- Stellvertreterkrieg, Heyne-Verlag, München 1991, ISBN 978-3-453-03907-0
- Galgenbett mit Arno Schmidt, Aarachne-Verlag, Wien 2000, ISBN 978-3-85255-048-0
- Countdown mit Arno Schmidt, Aarachne-Verlag, Wien 2001, ISBN 978-3-85255-054-1

## Nachweise
1. ↑  https://web.archive.org/web/20050223005241/http://www.fksfl.de/phantastische-ansichten/petz/
2. ↑  http://www.boersenblatt.net/461315/
3. ↑  http://www.dsfp.de/preistraeger/1988-2/laudatio-1988-beste-deutschsprachige-kurzgeschichte

| Personendaten    | Personendaten                                             |
| ---------------- | --------------------------------------------------------- |
| NAME             | Petz, Ernst                                               |
| KURZBESCHREIBUNG | österreichischer Schriftsteller, Herausgeber und Verleger |
| GEBURTSDATUM     | 1947                                                      |
| GEBURTSORT       | Villach                                                   |